# Greatest Hits 1991-2016 〜All Singles +〜
『Greatest Hits 1991-2016 〜All Singles +〜』（グレイテスト・ヒッツ・いちきゅうきゅういち-にいぜろいちろく・オール・シングルス・プラス）は、 2016年11月23日にBeingより発売された大黒摩季のオールタイム・ベスト・アルバム。

## 概要
- 2010年末に活動休止して以来、約5年振りの発売でもあり、本人公認のオールタイム・ベストアルバムとしては1999年に発売された『MAKI OHGURO BEST OF BEST〜All Singles Collection〜』以来となる。また、古巣でもあるレコード会社・ビーイングに復帰してからの最初のCD作品でもある[1]。
- デビューシングル「STOP MOTION」から、ビーイング脱退直前までの「夢なら醒めてよ」までのビーイング在籍期と、古巣の東芝EMIに移籍後の「虹ヲコエテ」から活動休止直前にリリースされた「Anything Goes!」までの全シングルを完全収録(両A面の2曲目、別バージョンのシングルを除く)。今までどのアルバムにも未収録となっていたシングルカップリング曲も多数収録されており、かつて在籍した全てのレーベルからの楽曲収録の許諾を快諾してくれたことに対して、大黒自身が謝意を示している[2]。
- 収録全曲、最新デジタルリマスタリングが施されている[3]。 リマスタリングには全曲大黒自身が携わっており、その理由として、ビーイング在籍時などと比較し、音源の民生機による再生環境が大幅に進化していることを挙げ、あらゆる再生環境でも耐えうる音源として収録するためであると、大黒自身がインタビューで回答している[2]。
- 今回は【BIG盤】と【STANDARD盤】の2形態での発売となる。このうち、【STANDARD盤】には三方背スペシャル特殊パッケージ仕様となっている。なお、【BIG盤】には、豪華A4パッケージの未公開写真含むフォトブックレットとメタリック性のシルバー（銀箔）が刻まれた三方背ボックス仕様となっている。また、歌詞カードに関しては大きめの文字で裸眼でも見えるようブックレット内に掲載されている[3]。
- 【BIG盤】のみ、ディスクも1枚追加されており、CD3枚に収まりきれなかったシングルのカップリング曲とアルバム収録曲や未発表曲などを中心に大黒自身が厳選したCDに加え、今までソフト化の実現がなかった、ビーイング在籍時代のミュージック・ビデオが今回「Maki Ohguro 90’s Music Video Collection」と題したDVDとして初商品化となった[4][5]。ビーイングのPV制作方針上、意図的にいくつかがフル尺では無いものが存在する。その為、公式サイトなどではショートバージョンである事が確認できるようになっている[6][7]。なお、DVDに収録されるショートPVの種類は、主に大黒がビーイングに在籍していた時期の、1992年は「突然バラエティー速報!!COUNT DOWN100」と、1993年以降の「COUNT DOWN TV」でのランクイン時の放送PV、1993年から1999年に放送されていた「NO.」と「CD NEWS」で放送されていたおよそ1分から1分半の長さのPVを中心に収録している。この時代のビーイングアーティストのPVにこの長さが多いのは、「NO.」「CD NEWS」の放送尺または1アーティスト分の放送尺に合わせて制作していたためである。
- また、DISK.5に収録されたPVの種類として、ショートバージョンと発表されていた中にも種類別があり、音源そのものはフル収録で当時発表されていた映像を1番と2番に分けて編集し収録したもの・音源時間はフルに近いが一部のみカットし、公開されていたPV映像を編集し収録したもの・「NO」や「CD NEWS」などで放送されていた1分程のPV映像をほぼそのまま収録したものなどに分かれている。詳細は後述。
- 新録曲として「My Will 〜世界は変えられなくても〜」が収録されている。同楽曲は、2016年10月20日から放送されているテレビ朝日系木曜ドラマ「科捜研の女」の第16シーズン前期と2017年正月スペシャルの主題歌として書き下ろされている。
- BIG盤が予約時点で完売し、一時入手困難になったことを受け、大黒の47都道府県ツアー開催記念と題して、2016年12月23日、BIG盤のジャケットの色彩(シルバーとブラック)を逆転させたパッケージの「BIG BLACK盤」のライブ会場とMusingでの限定発売が発表された。収録内容はBIG盤と全て同一である[8]。

## 収録曲

### DISC 1
1. STAY
1stアルバム『STOP MOTION』、サウンドトラック『ホテルウーマン オリジナルサウンドトラック』収録曲。ベストアルバム初収録。
関西テレビ・フジテレビ系 おんなの企業サスペンス「ホテルウーマン」挿入歌
2. STOP MOTION
1stシングル。
テレビ朝日系木曜ドラマ「女事件記者立花圭子」主題歌
3. DA・KA・RA
2ndシングル。
東洋水産「マルちゃん HOT NOODLE」CMソング
4. チョット
3rdシングル。
テレビ朝日系月曜ドラマイン「いちご白書」オープニングテーマ
5. 君に愛されるそのために…
3rdシングルカップリング曲、今作ではシングルバージョンを収録。アルバム初収録
テレビ朝日系「報道多チャンネル」エンディングテーマ
6. 別れましょう私から消えましょうあなたから
4thシングル。
テレビ朝日系「ネオドラマ」主題歌
7. Harlem Night
5thシングル。
フジテレビ系「PERSONAL WATCHING JAB!」オープニング・テーマ
8. あなただけ見つめてる
6thシングル。
テレビ朝日系「スラムダンク」エンディングテーマ
9. 白いGradation
7thシングル。
Victoria CF イメージソング
10. 夏が来る
8thシングル。
TBS系「COUNT DOWN TV」オープニングテーマ
11. 永遠の夢に向かって
9thシングル。
TBS系「COUNT DOWN TV」オープニングテーマ
12. ROCKs
4thアルバム『永遠の夢に向かって』収録曲。
13. Stay with me baby
4thアルバム『永遠の夢に向かって』収録曲。
14. ら・ら・ら
10thシングル。
テレビ朝日系木曜ドラマ「味いちもんめ」主題歌
15. いちばん近くにいてね
11thシングル。
明治 アメリカンチップス CMソング
16. 恋はメリーゴーランド ～Original Version〜
10thシングル、今作では5thアルバム『LA.LA.LA』収録のバージョンで収録。
テレビ朝日系「CNN HEADLINE」テーマ曲
17. 子供の国へ
4thシングルカップリング曲、今作ではシングルバージョンを収録。アルバム初収録。

### DISC 2
1. FIRE
5thアルバム『LA.LA.LA』収録曲。
2. あなたがいればそれだけでよかった
5thアルバム『LA.LA.LA』収録曲。
3. 愛してます
12thシングル。
関西テレビ・フジテレビ系ドラマ「妊娠ですよ2」主題歌
4. あぁ
13thシングル。
テレビ朝日系木曜ドラマ「味いちもんめ2」主題歌
5. ガンバルシカナイジャナイ？！
13thシングルカップリング曲、アルバム初収録。
6. 熱くなれ
14thシングル。
NHK アトランタオリンピック 放送テーマソング
7. アンバランス
15thシングル。
テレビ朝日系「THE X-FILES II」イメージソング
8. ゲンキダシテ
16thシングル。
アサヒ飲料「MITSUYA CIDER」CFイメージソング
9. You’re not mine
16thシングルカップリング曲、アルバム初収録。
10. 空
17thシングル。
フジテレビ系アニメ「中華一番!」オープニングテーマ
11. Power Of Dream
6thアルバム『POWER OF DREAMS』収録曲。
トヨタプリンセスカップ’97イメージソング/テレビ朝日系「必見！おもしろ東京進路カタログ」テーマ
12. 風になれ
6thアルバム『POWER OF DREAMS』収録曲。
「ゆうあいピック北海道大会」テーマソング
13. ネッ! 〜女、情熱〜
18thシングル。
カネボウ化粧品「テスティモII」TVCFソング
14. 太陽の国へ行こうよ すぐに〜空飛ぶ夢に乗って〜
19thシングル。
テレビ朝日系木曜ドラマ「ニュースキャスター霞涼子」主題歌
15. 夢なら醒めてよ
20thシングル。
テレビ朝日系全国ネット「京都始末屋事件ファイル」主題歌
16. 虹ヲコエテ
21stシングル。
森永乳業ラクトフェリンヨーグルトTV-CFソング

### DISC 3
1. 雪が降るまえに
22ndシングル。
TBS系「こちら第三社会部」主題歌
2. アイデンティティ
23rdシングル。
TBS系「TBSサッカー」イメージソング
3. 勝手に決めないでよ
24thシングル。
4. 夏が来る、そして…
25thシングル。
日本テレビ系「スポーツうるぐす」エンディングテーマ
5. いとしいひとへ〜Merry Christmas〜
26thシングル。
6. ASAHI〜SHINE&GROOVE〜
27thシングル。
アテネ五輪ホッケー女子日本代表オフィシャルサポートソング
7. OVER TOP
28thシングル。
BRIDGESTONE「INDY JAPAN 300mile」テーマ曲
8. 胡蝶の夢
29thシングル。
東海テレビ・フジテレビ系「新・風のロンド」主題歌
9. コレデイイノ?!
30thシングル。
10. Our Home
配信限定シングル。
STV系列 創立50周年記念“どさんこワイド180”初連続ミニドラマ「桃山おにぎり店」テーマソング
11. IT'S ALL RIGHT
31stシングル。
TBS系「ひるおび!」エンディングテーマ／朝日テレビ系「ホップ!ステップ!シャンプー!」エンディングテーマ
12. Anything Goes!
32ndシングル、本人名義でのアルバムは今回が初収録となった。
テレビ朝日系「仮面ライダーオーズ/OOO」主題歌
13. TAKE OFF 〜SKY MARK Cheer up↗↗ver.〜
13thアルバム『すっぴん』収録曲のリアレンジVer. アルバム初収録。
14. Higher↗︎↗︎Higher↗︎↗︎ 〜Single ver.〜
配信限定曲、アルバム初収録。
ミズノ WAVE RIDER 20 TVCMソング
15. My Will 〜世界は変えられなくても〜
新曲、アルバム初収録。
テレビ朝日系木曜ミステリー「科捜研の女」主題歌

### DISC 4　※＜BIG盤のみ＞
1. 復讐GAME
1stシングルカップリング曲、アルバム初収録。
2. Good-Luck Woman
2ndシングルカップリング曲、アルバム初収録。
3. GLORIA
6thシングルカップリング曲、アルバム初収録。
4. Everybody,Groove!!
7thシングルカップリング曲、アルバム初収録。
5. 未来が私を呼んでいる…
8thシングルカップリング曲、アルバム初収録。
6. ふたりが好きだから
9thシングルカップリング曲、アルバム初収録。
7. そして
14thシングルカップリング曲、アルバム初収録。
NHK「アトランタオリンピック」イメージソング曲
8. After Blue
15thシングルカップリング曲、アルバム初収録。
9. SLOW DOWN
17thシングルカップリング曲、アルバム初収録。
10. Just Start Again
19thシングルカップリング曲、アルバム初収録。
サッポロビール「クラシック」TVCFソング
11. 永遠の光り
20thシングルカップリング曲、アルバム初収録。
北海道国際航空イメージソング
12. LIFE 〜episodeI〜誕生〜
11thアルバム『HAPPINESS』収録曲。
13. Forever Rose
12thアルバム『POSITIVE SPIRAL』初回盤DVD収録曲、31stシングルカップリング曲。CDとしてはアルバム初収録。
14. Make A Wish
12thアルバム『POSITIVE SPIRAL』初回盤DVD収録曲。初CD化。

### DISC 5 DVD　※＜BIG盤・BIG BLACK盤のみ＞
- ※はショートバージョン

「Maki Ohguro 90’s Music Video Collection」　79分27秒に編集され収録。使用音源も全てリマスタリング音源である。
1. STOP MOTION
発売当時のPVをフルサイズ収録。
2. DA・KA・RA
フルサイズ収録。今作から大黒のトレードマークであるソバージュヘアーとなる。
3. チョット ※
1番は最初のイントロから始まりサビはカット、2番はAメロとBメロもカットし、2番のサビに移り再スタートしラストまで。元々このサイズでの制作。
4. 別れましょう私から 消えましょうあなたから ※
1番のイントロのみを外しAメロからスタート。ジージャンを着用した大黒の背後からライトを照らしながらのレコーディング風景を収録。2番からはジャケット画像などを中心としたバージョンを収録。2番サビで終わる。
5. DA・DA・DA ※
アルバム発売時のわずかな期間に一部しか放送されていなかった歌唱PV。アルバムジャケットの撮影様子や、「DA・DA・DA」のレコーディング歌唱映像を収録。2番の大サビ終了直後に突然ブラックアウトして終わる。
6. Harlem Night ※
1番はスタッフが当時のパーソナルコンピューターで「Harlem Night」のジャケット制作をしている場面を追った映像を主に収録。2番は海外のイメージ映像を中心に収録。大黒自身の動画部分は入っていない。
7. あなただけ見つめてる ※
最初は大黒の1998年のライブでの当該曲の歌唱映像から始まり、Aメロ直前からは発売後に新たに公開された、ジャケット撮影の様子を捉えた動画とジャケット画像を中心に編集したバージョンに移行し、2番では発売当時には1番の音源を使用し公開されていた、海外で外国人がアクロバットダンスを踊るイメージ映像を中心に収録したバージョンを収録。2番サビ後の大黒の英語のウィスパーボイス途中で終了。
8. U.Be Love ※
アルバム「U.Be Love」のタイトル曲。発売当時のPVはアルバムのために撮影された静止画のみで構成されていたが、今作では静止画PVの中にアルバムジャケット撮影の様子を捉えた動画も編集で追加されたバージョンになっている。1番のみ。
9. 白いGradation ※
1番のイントロ部分からスタートする。大黒はジャケット撮影の部分しか登場しておらず、ほぼ雪山の模様やスキーヤーの様子が収録されている。元々歌唱PVが作成されていないためである。2番からジャケット撮影の様子の動画が増える。2番の最後のイントロ部分まであり、音源自体はフルサイズ。
10. 夏が来る
フルサイズでの収録。
11. 永遠の夢に向かって ※
1番のイントロ部分は1分を超えるほど長尺であるため、正式なPVでもイントロの大部分はカットした上で最後のギターイントロ数秒の部分から始まる構成だったが、今作ではこのギターイントロの部分は全カットされ、スクラッチ音が開始する部分からスタート。実際のPVは最後にローマ字で書かれたタイトルとシングルジャケットが登場するがその部分はカットされている。
12. ROCKs
ベストアルバム「BACK BEATs ＃1」発売時に新たに制作された歌唱PVを収録。ただし黄色と黒の背景が登場する部分はその背後を加工している。当該曲も2番のラストまでのフルサイズ収録である。
13. ら・ら・ら ※
最初のイントロから2番サビまでの収録。発売当時に公開されていたPVをほぼそのまま収録。主にジージャンとジーンズを着用した大黒がニューヨークの街を歩いたり、違う衣装で自転車で闊歩する様子を収録しており、歌唱映像はない。
14. いちばん近くにいてね ※
シングル発売時に公開されていた黒人女性などが登場するバージョンではなく、「LA.LA.LA」発売時に新たに公開された、水色のタートルネックやTシャツを着用した大黒が海外の海岸などを歩いたりドライブしたりする様子を収録。アルバム発売当時には「LA.LA.LA」のTVスポットや「BACK BEATs #1」の全曲紹介PVなどで数秒しか公開されていなかったPV。1番で終了。
15. FIRE ※
アルバム「LA.LA.LA」発売時に公開されたPV。アルバムジャケットの撮影時の動画をコマ送りで表示し、随所に2番大サビに登場する大黒がシャウトする英語の歌詞が一部あるいは画面に全て表示される。実際のPVは1番のイントロ最後まであるが、このイントロの最後数秒のみカットされている。
16. 恋はメリーゴーランド〜Original Version〜 ※
PV自体は、既に1994年に完成していた「恋はメリーゴーランド(English Version)」のPVとして制作されたもの。そのため表示されるのは全編英語詞であり、音源自体は全編日本語詞のOriginal Versionであるため、映像上は実質的に英訳詞となっている。当時製作されていた最初のイントロから1番サビ終了までのフルサイズを収録。
17. 愛してます ※
1番イントロから1番Bメロまでは発売当時に公開されていた、8mmフィルムで撮影された海外を大黒が踊ったり歩く様子を収録。1番のBメロ途中より1997年の初ライブでの歌唱映像に切り替わる。サビ終わりで終了。
18. あぁ ※
1番は発売当時に公開された、ショートカットにした直後の大黒が、サラリーマンの行き交う街に地下道へ続く階段から登場し歌唱する映像を収録し、2番からは発売後に公開された2番のレコーディングの様子を収録。2番サビで終了。ほぼ公開時そのままの状態で収録。
19. 熱くなれ ※
1番のイントロからサビまでは、ほとんど公開されていなかった、まだ一般向けのライブを行っていなかった時期の歌唱映像であり、1996年のゆうあいピック開催時に関係者向けに行われていたライブにサプライズで登場した際の歌唱映像である。終始8ミリフィルムのような映像加工を施しており、当時のCD NEWSで一部が放送された事があるが、長い時間での公開は初めて。2番からは、倉庫内でバンドメンバーと歌唱するバージョンのPVの内で公開されていなかった2番の部分と、発売時に公開されていた踊りながら1番を歌唱する映像を総合させ、ラストまで収録している。
20. アンバランス
フルサイズでの収録。
21. ゲンキダシテ ※
最初のイントロから1番サビ終了までの「No.」での放送サイズにて収録。
22. 空
フルサイズでの収録。
23. Power of Dream ※
初ライブ「LIVE NATURE ＃0 〜Nice to meet you!〜」のダイジェスト映像を使用し発売時に公開されていたPVをほぼそのまま収録。1番のイントロから1番サビまでのサイズ。
24. 風になれ ※
完全初公開の歌唱映像。木々が朽ちた広い草原で黒いロングジャケットを着用した大黒が1番を歌う映像。発売当時のアルバム全曲紹介のPVでは、空撮映像とジャケット画像のみとなっており、事実上のお蔵入りとなっていた一度も公開されていなかったバージョン。1番サビ終了後に2番の最後のサビに移行しフェイドアウトし終了する。
25. ネッ! 〜女、情熱〜 ※
当時の成田空港で撮影されたPV。最初のイントロから1番サビのラストで終了。最初からこのサイズでの制作。
26. 太陽の国へ行こうよ すぐに〜空飛ぶ夢に乗って〜 ※
バーの中で入口の壁にもたれるシルエットからスタートし、AメロとBメロは海岸の砂浜へ歩いていく映像や花火で遊ぶ大黒の映像、そして広大な草原でサビを歌う映像を収録。1番サビ終了から2番サビの最後のイントロに変わり、最初のバーの入り口に戻ってくる所で終了。
27. 夢なら醒めてよ
収録されているのは発売後に公開された、スタジオ収録されたフルサイズPVの方であり、発売直前に公開されていた空撮によるPVは未収録。
28. 夢の続き ※
「BEST OF BEST」の店頭配布用のVTRにも収録されておらず、一部CS放送のみで公開されていた、ほぼ初公開の歌唱映像。1番イントロからサビまでのレコーディング映像を収録。